# محمد بن سيف الرحبي
محمد بن سيف الرحبي (1967-) هو كاتب وقاص عماني، ولد في قرية سرور بولاية سمائل، حصل على شهادة ليسانس لغة عربية من جامعة بيروت العربية، ودبلوم دراسات عليا من معهد البحوث للدراسات العربية بالقاهرة، التحق بجريدة عمان في 1987م وتدرج في الأقسام الفنية والتحريرية وصولًا إلى مدير التحرير في 2005م، عمل مراسلًا لجريدة الحياة منذ عام 1999م، وهو عضو في اللجنة الاستشارية للغة العربية بكلية الآداب بجامعة السلطان قابوس.
له عدة إصدارات أدبية منها «بوابات المدينة» و«ما قالته الريح»، و«أغشية الرمل»، وقد أحرزت بعض من أعماله جوائز منها جائزة النادي الثقافي للإبداع القصصي، وجائزة الشارقة للإبداع العربي في فرع الرواية، وجائزة جمعية الكتاب العمانيين في فرع الرواية.

## مؤلفات
مجموعات قصصية:
- «بوابات المدينة»، قصص، مسقط.
- «ما قالته الريح»، قصص صدر عن دار الشروق، القاهرة.
- «أغشية الرمل»، قصص صدر عن دار أزمنة بالأردن، 2002.
- «وقال الحاوي»، قصص، صدرت عن دار الانتشار العربي، بيروت، 2008.[3]

روايات:
- «رحلة أبوزيد العماني»، رواية، صدرت عن دائرة الثقافة والإعلام، حكومة الشارقة، 2002.[4]
- «الخشت وللعبة أدوار أخرى»، رواية، صدرت عن المؤسسة العربية للدراسات والنشر بعمّان، 2008.
- «السيد مرَّ مِن هنا»، رواية، صدرت عن مؤسسة الانتشار العربي ببيروت، 2011.
- «الشويرة»، رواية، مؤسسة بيت الغشام، مسقط، 2014.
- «اسمها هند»، بيت الغشام للصحافة والنشر والترجمة والإعلان، مسقط، 2016.[5]
- «حيتان شريفة»، بالتعاون بين بيت الغشام للصحافة والنشر والإعلان و«الآن ناشرون وموزعون» في الأردن، 2018.
- «الرجل الرابع»، بيت الغشام للنشر والترجمة، 2019.[6]

من الأعمال المسرحية:
- «مرثية وحش»، وقد مثلت عمان في مهرجان القاهرة للمسرح التجريبي.
- «سعادة المدير العام».
- «السهم».
- «أمنيات الحلم الأخيرة».
- «واا إصلاحاه».
- «ممنوع من النشر».
- «إنسان استراتيجي».

أخرى:
- «حكايا المدن: كتابة أولية لسيرة عشر مدن عمانية»، سرد عن المكان، صدرت في مسقط عن وزارة الإعلام، 2006.
- «شذى الأمكنة»، رحلات صحفية، صدرت في مسقط.
- «بوح سلمى: سيرة مكان»، وقد ترجم هذا الإصدار إلى الروسية، دار الانتشار العربي، بيروت، 2008.[7]
- «بوح الأربعين، سيرة إنسان»، مؤسسة الإنتشار العربي، بيروت، 2009.
- «احتمالات»، مقالات ونصوص، صدرت في مسقط.
- «على حين سفر»، بيت الغشام للصحافة والنشر والترجمة والإعلان، 2016.[8]
- «أرجوحة الغريب»، بيت الغشام للنشر والترجمة، 2015.
- «نوارس الحكايات»، بيت الغشام للنشر والترجمة، 2013.[9]
- «سرديات عمانية»، بيت الغشام للنشر والترجمة، 2013.
- «دم أزرق»، بيت الغشام للصحافة والنشر والترجمة والإعلان، 2017.[10]
- «تشاؤلات صحفية»، بيت الغشام للصحافة والنشر والإعلان، 2017.
- «من قتل شهريار؟!»، بيت الغشام للنشر والترجمة، 2015.
- «شخى الامكنة»، 2007.

## جوائز
أحرزت بعض من أعماله على عدة جوائز:
- جائزة النادي الثقافي للإبداع القصصي، عن مجموعته القصصية:«ما قالته الريح».
- جائزة أفضل إصدار في الأسبوع الثقافي العماني، عن مجموعته القصصية:«ما قالته الريح».
- جائزة الشارقة للإبداع العربي في فرع الرواية، عن رواية رحلة أبو زيد العماني.
- جائزة جمعية الكتاب العمانيين في فرع الرواية، عن رواية الخشت.